# Листовёртка плоская еловая

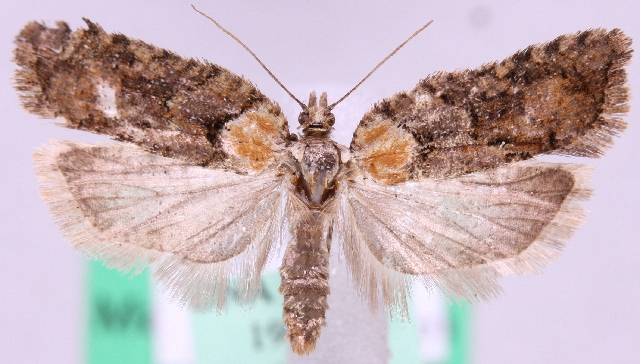
Acleris abietana

Листовёртка еловая плоская (лат. Acleris abietana) — вид бабочек из семейства листовёрток.
Распространён в средней полосе Западной Европы, в Европейской части России, Южной Сибири, Амурской области, на юге Хабаровского и южного Приморского краев. Обитают в смешанных лесах. Гусеницы встречаются в сплетённых из хвоинок убежищах на ели аянской, а также сосне и пихте. В анабиоз впадают в имагональной стадии. Размах крыльев 19—22 мм.

## Синонимы
В синонимику вида входят следующие биномены:
- Tortrix abietana Hübner, 1822
- Tortrix confixana Hübner, 1822
- Tortrix opacana Geyer, 1833
- Acalla abietana Rebel, 1901
- Acalla abietana Hauder, 1912
- Acalla abietana Hauder, 1914
- Acleris abietana Obraztsov, 1956
- Acleris abietana Obraztsov, 1956